# Moderna Escuela de Viena

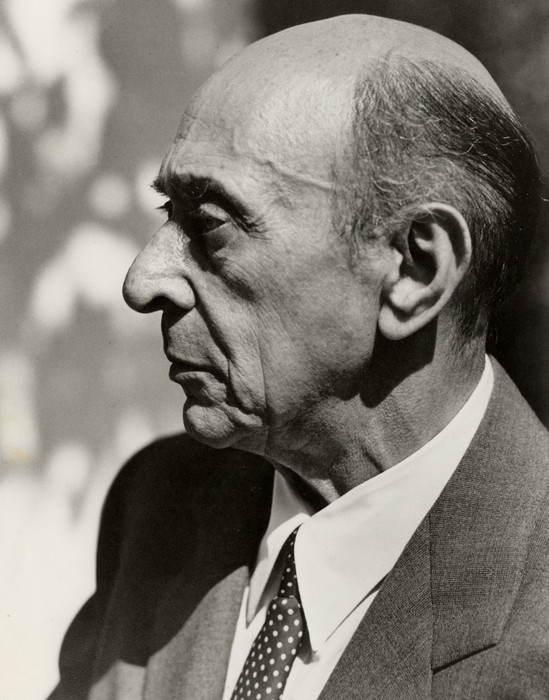
Arnold Schoenberg, Los Ángeles, 1938.

La Escuela de Viena (Wiener Schule) o Moderna Escuela de Viena (Neue Wiener Schule), tal y como se la denomina en la literatura alemana, también conocida como Segunda Escuela de Viena, fue un grupo de compositores de la primera mitad del siglo XX liderados por Arnold Schönberg y sus alumnos en Viena. Fueron los primeros que emplearon la atonalidad y luego el dodecafonismo en la música occidental. Los principales miembros de la Escuela, además de Schönberg, fueron Alban Berg y Anton Webern (la Trinidad Vienesa). Esta escuela de composición se considera vinculada a la estética expresionista.

## Historia

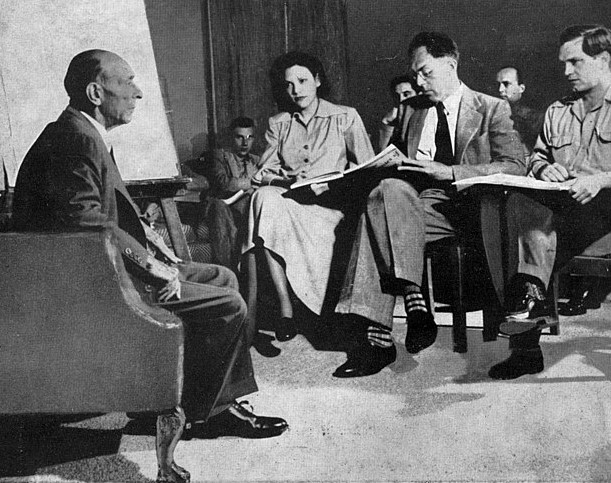
Montaje Fotográfico ilustrativo Schönberg, ¿Vilma von Webenau?, Webern y Berg.

Las primeras composiciones de Schönberg (quien fue básicamente autodidacta) y las de sus alumnos estuvieron influidas por el romanticismo en boga (Schumann, Wagner, Brahms, Mahler), música con un fuerte cromatismo. Schönberg comenzó a experimentar con el abandono de las reglas de la tonalidad al tiempo en que entró en contacto con sus alumnos. Para 1908, todos componían obras en atonalidad o tonalidad libre, en un estilo expresionista. En el manifiesto de Der Blaue Reiter (1912) - movimiento artístico alemán relacionado al expresionismo y el arte abstracto liderado por Kandinsky - se publicaron lieder de la "trinidad": Herzgewächse Op. 20 de Schönberg (texto de Maurice Maeterlinck), Warm die Lüfte Op. 2 Nº5 (texto de Alfred Mombert) de Berg y Ihr tratet zu dem Herde Op. 4 Nº 5 (texto de Stefan George) de Webern.
Cuando Schönberg descubrió en 1923 la técnica dodecafónica y la comenzó a usar en su música, la anunció a sus discípulos quienes comenzaron a usarla, cada uno dentro de su propio estilo. Si bien Schönberg era un maestro bastante tradicional y conservador, sus alumnos supieron imprimir a sus músicas su propia personalidad e incluso tomar licencias de las reglas que había creado el maestro. Desde 1910 hasta el ascenso del nazismo, la Segunda Escuela Vienesa fue uno de los representantes de las vanguardias artísticas europeas, marcadamente opuesta al neoclasicismo cuyos líderes principales fueron Ígor Stravinski (quien en la última etapa de su vida escribió obras dodecafónicas) y Les Six de Francia.
Con el ascenso del nazismo, Schönberg, que era judío, se vio obligado a exiliarse y abandonó Alemania. Sus discípulos se quedaron en Austria, pero pasaron penurias económicas por la censura que les impuso el gobierno por considerar a su música arte degenerado, con lo que el grupo quedó truncado. Pronto, en 1935, el más joven y probablemente el más famoso de ellos, Alban Berg, murió de una septicemia. A finales de la Segunda Guerra Mundial, Anton Webern murió por un disparo de un soldado estadounidense borracho cuando intentaba huir a pie de Viena, y Schönberg, el maestro y el mayor de edad, irónicamente fue quien les sobrevivió, exiliado en los Estados Unidos de América.

## Aportes
El principal aporte de la Segunda Escuela Viena es su audaz incursión en la atonalidad y luego en el dodecafonismo, que tuvieron una poderosa influencia durante todo el siglo XX, y que dio lugar después al serialismo, inspirado sobre todo por Webern.

## Música de la Segunda Escuela de Viena
Entre las obras más importantes de los compositores de este grupo tenemos:
- Pierrot Lunaire de Schönberg.
- Erwartung, Die glückliche Hand y Moses und Aron, óperas de Schönberg.
- Wozzeck y Lulú, óperas de Berg.

## Otros miembros
- Theodor Adorno, alumno de Berg, además importante filósofo y sociólogo,
- Hanns Eisler, alumno de Schönberg,
- Hans Erich Apostel, alumno de Schönberg y Berg,
- Egon Wellesz, musicólogo, biógrafo de su maestro Schönberg,
- Nikolaos Skalkottas, alumno griego de Schönberg.

- Datos: Q248243
- Multimedia: Second Viennese School / Q248243